# Pauschalpreis
Der Pauschalpreis (englisch fixed price ‚Festpreis‘) ist in der Wirtschaft ein Preis, der für die Anschaffung oder die Nutzung eines Produkts oder einer Dienstleistung unabhängig von der nachgefragten Menge oder der zeitlichen Inanspruchnahme erhoben und bezahlt wird.
In bestimmten Zusammenhängen wird eher von „Flatrate“ als von Pauschalpreis gesprochen. Mit dem Anglizismus Flatrate wird häufig die Sonderform eines nicht-linearen Tarifs bezeichnet, der mehrere Komponenten eines Preissystems in einem Pauschalpreis zusammenfasst.

## Allgemeines
Während der Kaufpreis im Regelfall eine Gegenleistung für eine zahlen- oder mengenmäßig bestimmte Ware darstellt (zum Beispiel 5 Brötchen oder 25 kg Zement), umfasst der Pauschalpreis mehrere Teilleistungen oder ist unabhängig von Nutzungsdauer bzw. Menge der erbrachten Leistungen (zum Beispiel alle Speisen, die während einer Veranstaltung verzehrt werden). Dabei muss zwischen den Vertragsparteien in den Lieferungsbedingungen geklärt werden, welche Teilleistungen ein Pauschalpreis erfasst und welche nicht.
Pauschalpreise, Inklusiv- oder Komplettpreise sowie Flatrates stehen leistungsbezogenen (linearen) Preisen und Preisbaukästen gegenüber. Als Instrument der Preispolitik sollen Pauschalpreise den Kunden veranlassen, ein bestimmtes Produkt oder eine Dienstleistung zu nutzen, auch wenn die Nutzungsdauer oder Nutzungsintensität vorher noch nicht feststehen. Dabei liegt das Preisrisiko beim Anbieter, weil er bei Vertragsabschluss nicht sicher kalkulieren kann, ob und inwieweit der Kunde Produkt oder Dienstleistung nutzt.

## Arten
Pauschalpreise gibt es in nahezu allen Wirtschaftssektoren:
- Personenbeförderung: Inter-Rail-Tickets verschiedener europäischer Eisenbahnen oder sonstige Fahrkarten können durch mehrere Personen und/oder auf verschiedenen Eisenbahnstrecken genutzt werden (Ländertickets und das Wochenendticket der Deutschen Bahn AG). Ferner gehören Zeitkarten (Monatskarten oder Jahreskarten) sowie Netzkarten von Verkehrsunternehmen in diesen Bereich. Auch Mietwagen-Tarife oder Taxifahrten ermöglichen eine Abrechnung unabhängig von den gefahrenen Kilometern.
- Tourismus und Gastronomie: Der Reisepreis beinhaltet insbesondere bei Pauschalreisen mehrere Teilleistungen wie Transportkosten und Übernachtungskosten. In seiner umfassendsten Variante All inclusive beinhaltet er auch Speisen und Getränke. All-you-can-eat-Restaurants bieten Buffets, „All-you-can-drink“- oder „Flatrate-Partys“ bieten Getränke von unbegrenzter Menge an (siehe auch Trinkgelage#Flatrate-Partys).
- Kommunikation: Es gibt die Flatrate für Telekommunikationsleistungen, wobei der Pauschaltarif unabhängig von der Nutzung des Systems abgerechnet wird. So etwa ist eine im Pauschaltarif enthaltene Telefonie in das Festnetz möglich (IP-Telefonie), Tarife für Internetnutzungen fallen unabhängig von der Online-Dauer und/oder dem transferierten Datenvolumen an.[5] Rundfunkgebühren werden pauschal bezüglich der Anzahl der Geräte und Personen im Haushalt abgerechnet, ohne dass die Nutzungsdauer eine Rolle spielt.
- Bei der Fallpauschale im Gesundheitswesen erfolgt die Vergütung medizinischer Leistungen pro Behandlungsfall.
- Die Einheitssteuer (englisch Flat-rate tax) ist ein einstufiger Einkommensteuertarif.
- Eventmanagement: Konzerte oder Veranstaltungen werden von den Veranstaltern häufig zu einem Pauschalpreis abgerechnet.

Alle haben gemeinsam, dass bei der Preisfestlegung noch nicht feststeht, ob und inwieweit der Nachfrager oder Verbraucher die Leistung in Anspruch nehmen wird. Bei der Preiskalkulation muss der Pauschalpreis deshalb auf Erfahrungswerten beruhen.

## Besonderheiten im Bauwesen
Besonders häufig kommt der Pauschalpreis im Bauwesen bei Bauleistungen oder Bauverträgen vor. Wird für den gesamten Bauvertrag eine Pauschalsumme vereinbart, so wird dieser als Pauschalvertrag bezeichnet. Bei einer Pauschalpreis-Vereinbarung bedarf es keines Aufmaßes und keiner Mengenermittlung der einzelnen Leistungen. Die Vertragsparteien ersparen sich damit einen oft erheblichen Abrechnungsaufwand. Der Pauschalpreis ist wie sein Gegensatz Einheitspreis ein Festpreis, wenn nichts anderes vereinbart ist. Dies bedeutet jedoch lediglich, dass der Bauleistung eine pauschal feststehende Gegenleistung gegenübersteht. Ändert sich jedoch die Bauleistung über eine reine Änderung der Massen hinaus, muss auch der Pauschalpreis geändert werden.
In § 2 VOB/B wird der Pauschalpreis als „Pauschalsumme“ bezeichnet. Ein Pauschalpreis muss ausdrücklich vereinbart sein, weil ansonsten nach Einheitspreisen abzurechnen ist. Er ist hier ein Festpreis, mit dem Auftraggeber und Auftragnehmer bewusst das Risiko eingehen, dass bei Mehr- oder Minderleistungen keine nachträgliche Änderung des Pauschalpreises erfolgen wird. Er hat den Zweck, dem Auftraggeber bei der Kalkulation Sicherheit über die Baukosten zu geben.
Ein Pauschalpreis als solcher besagt nichts über den Umfang der zu erbringenden und mit dem Pauschalpreis zu vergütenden Leistungen. Der Leistungsumfang ergibt sich aus der im Bauvertrag enthaltenen Leistungsbeschreibung. Diese kann detailliert sein, wenn der Vertrag beispielsweise ein ursprünglich für einen Einheitspreisvertrag erstelltes Leistungsverzeichnis und detaillierte Ausführungspläne enthält („Detail-Pauschalvertrag“). Die Leistungsbeschreibung kann eher oberflächlich und nur mit Bauplänen versehen sein („Global-Pauschalvertrag“).
Stets übernimmt der Bauunternehmer ein gewisses, allerdings unterschiedlich großes Risiko, dass er zur Ausführung des (unveränderten) Bauwerkes umfangreichere oder schwierigere Leistungen zu erbringen hat als ursprünglich vorgesehen. Sind tatsächlich umfangreichere oder schwierigere Leistungen erforderlich, erhält der Bauunternehmer trotzdem im Regelfall nur den Pauschalpreis. Nur wenn der Unterschied zum ursprünglich vorgesehenen Leistungsumfang so erheblich ist, dass ein Festhalten am Pauschalpreis unzumutbar ist, kann der Pauschalpreis angepasst werden (§ 313 BGB, § 2 Abs. 7 Nr. 1 VOB/B). Wann dies der Fall ist, hängt von der vertraglichen Vereinbarung ab. Beim Detail-Pauschalvertrag weichen die tatsächlichen Massen normalerweise nicht erheblich von den ursprünglich im Leistungsverzeichnis enthaltenen Massen ab, so dass eine größere Massenmehrung sehr bald zur Preisanpassung führt.
Davon zu unterscheiden sind nachträgliche Änderungen des ursprünglich vereinbarten Leistungsumfangs oder zusätzliche Leistungen. Diese sind zusätzlich zum Pauschalpreis zu vergüten (§ 2 Abs. 7 Nr. 2 VOB/B). Das wäre der Fall bei einer vollkommen neuen Teilleistung in dem obigen Fall des Detail-Pauschalvertrages, oder wenn ein Wohngebäude größere Garagen oder zusätzliche Balkone erhält, oder wenn in dem Extremfall das Gebäude um ein Schwimmbad erhöht werden soll, was ursprünglich nicht vorgesehen war.
Allerdings hält der Bundesgerichtshof (BGH) bei einem vereinbarten Pauschalpreis einen zusätzlichen Vergütungsanspruch wegen einer „Störung der Geschäftsgrundlage“ nach § 2 Nr. 7 Abs. 1 VOB/B in Verbindung mit § 313 BGB für möglich. Ein Festhalten an der vereinbarten Pauschalsumme kann im Einzelfall nicht mehr zumutbar sein. Bei einem Pauschalpreis sind Preisanpassungen nach den VOB/B möglich, so dass stets – wenn kein Einheitspreisvertrag in Betracht kommt – zumindest anstatt eines Festpreisvertrages ein Pauschalvertrag geschlossen werden sollte.
Wenn im Pauschalvertrag Preisgleitklauseln für äußere Umstände wie Inflation, Lohnerhöhungen oder Materialkostenerhöhungen vorgesehen sind, wird der Pauschalpreis zu einem „Gleitpreis“.
Der Grund für Kostenüberschreitungen von Bauprojekten, die zu Pauschalpreisen fertig gestellt werden sollten, liegt typischerweise in Änderungen oder zusätzlichen Wünschen des Bauherrn, die vom Auftragnehmer häufig zu Einheitspreisen abgerechnet werden, die deutlich höher liegen können, als die dem Pauschalpreis zugrunde gelegten Einzelpreise.
In der Baupraxis wird bei privaten Auftraggebern heute in zunehmendem Maße nicht mehr der traditionelle Einheitspreisvertrag, sondern ein Pauschalpreisvertrag, ein Garantierter Maximalpreis-Vertrag oder ein anderer Vertragstyp vereinbart. Bei großen Bauvorhaben der öffentlichen Hand spielen zunehmend auch PPP-Verträge eine Rolle.